# Hlib Piskunov
Hlib Piskunov (né le 25 novembre 1998 à Nova Kakhovka) est un athlète ukrainien, spécialiste du lancer de marteau.

## Biographie
Il remporte le titre des Championnats du monde jeunesse à Cali avec une avance de près de six mètres sur le second et un record des championnats fixé à 84,91 m (marteau de 5 kg). L'année précédente, il avait remporté le titre des Jeux olympiques de la jeunesse de 2014 à Nankin. Le 21 avril 2016, il lance l'engin senior à 71,53 m à Kropyvnytskyï.
Malgré un lancer à 79,58 m, record personnel, il est largement battu par Bence Halász lors des Championnats du monde juniors d'athlétisme 2016 à Bydgoszcz.
Avec l'engin sénior, son record personnel est de 73,52 m le 1er avril 2017, qu’il porte à 75,50	m	à Kiev le 4 juillet 2018.

## Palmarès
| Date | Compétition                    | Lieu      | Résultat | Marque  |
| ---- | ------------------------------ | --------- | -------- | ------- |
| 2014 | Jeux olympiques de la jeunesse | Nankin    | 1er      | 82,65 m |
| 2015 | Championnats du monde jeunesse | Cali      | 1er      | 84,91 m |
| 2016 | Championnats du monde juniors  | Bydgoszcz | 2e       | 79,58 m |
| 2017 | Championnats d'Europe juniors  | Grosseto  | 1er      | 81,75 m |
| 2019 | Championnats des Balkans       | Pravetz   | 3e       | 74,52 m |